# Géographie de Nauru
La République de Nauru n'est constituée que d'une seule île : l'île de Nauru. Située dans l'océan Pacifique, en Océanie, dans l'ensemble régional insulaire appelé Micronésie, le point le plus au nord de Nauru (cap Anna) n'est qu'à 42 kilomètres au sud de l'équateur.
Nauru est un territoire extrêmement isolé, ses plus proches voisins sont les îles Marshall au nord, les Kiribati à l'est, les Tuvalu au sud-est, les îles Salomon au sud, la Papouasie-Nouvelle-Guinée au sud-ouest et les États fédérés de Micronésie au nord-ouest. L'île la plus proche est Banaba (Kiribati) située à l'est et distante de 306 kilomètres. L'Australie (sud-ouest) est distante de 2 800 kilomètres, les Philippines (nord-ouest) et Hawaii (nord-est) de 4 450 kilomètres et la Papouasie-Nouvelle-Guinée (ouest-sud-ouest) de 2 000 kilomètres.
Nauru ne possède aucune frontière terrestre, seules deux maritimes avec les Kiribati à l'est et les îles Marshall au nord.

## Géographie physique

### Topographie

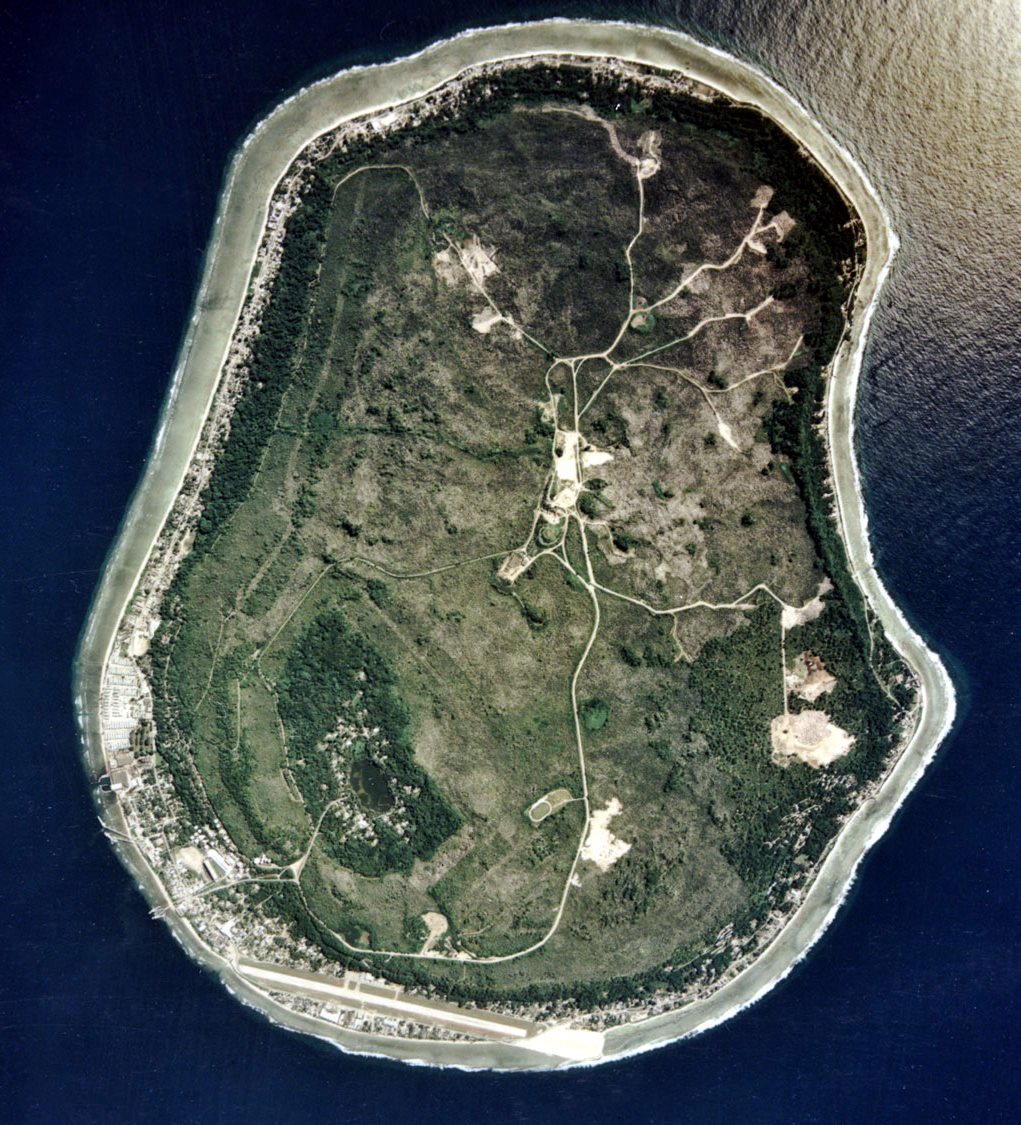
Image satellite de Nauru. Une re-végétalisation naturelle partielle s'est opérée et couvre désormais 63 % de la zone d'extraction du phosphate

Zone économique exclusive de Nauru.

L'île, de forme ovale, est entièrement entourée d'une barrière de corail. Elle est constituée d'un plateau central peu élevé (de 20 à 45 mètres d'altitude), relativement étendu (1 600 hectares soit 70 % de l'île) et bordé d'une étroite plaine côtière fertile large de 100 à 300 mètres,. Cette côte est constituée de dunes qui ont été généralement arasées afin de permettre des constructions. Cependant, certaines subsistent encore dans les districts d'Anabar et d'Ijuw, encadrant de petites dépressions situées sous le niveau de la mer et accueillant des lagunes. L'île a une circonférence de trente kilomètres.
Des falaises et des escarpements formés à la suite de glissements de terrain calcaire coralliens encadrent le plateau qui occupe le centre de l'île à une altitude moyenne de 50 mètres. Celui-ci était à l'origine constitué de minerai de phosphate accumulé entre les pointes de calcaire d'origine corallienne. Le tout était recouvert de terre sur laquelle croissait une végétation luxuriante profitant des apports du phosphate. Ce paysage a pratiquement disparu avec l'exploitation du phosphate : la végétation éparse subsiste là où le minerai et la terre n'ont pas été enlevés et un paysage lunaire haché de pointes de calcaire parfois hautes de quinze mètres (en moyenne 3 à 4 sur 100 m2) occupe désormais la majorité du plateau (1 760 hectares soit 80 % de l'île). Seuls 200 hectares de forêt subsistent encore.
De par la forme et la géologie de l'île, n'existe ni cours d'eau, ni port naturel. La baie d'Anibare, encadrée au nord par le cap Ijuw et au sud par le cap Menen, s'ouvre largement vers l'est sur l'océan Pacifique. L'endroit le plus au nord de l'île est le cap Anna. Les côtes de l'île sont entièrement constituées d'une plage de sable fin parsemée par endroits de pointes calcaires (surtout dans la baie d'Anibare). La barrière de corail faisant intégralement le tour de l'île, les eaux côtières formant un lagon sont calmes, peu profondes et larges de 120 à 300 mètres. La présence de cette barrière a néanmoins empêché la création d'un port en eau profonde. Cependant seize chenaux ont été creusés pour permettre aux petits bateaux d'accéder à l'île et des structures cantilever installées afin de charger le phosphate sur des phosphatiers et de décharger les biens importés. Le mont sous-marin, dont Nauru constitue le sommet émergé, a des pentes de 34° d'inclinaison et hautes de 4 000 mètres environ,.
La zone exclusive de pêche mesure 200 milles marins (370 kilomètres) et les eaux territoriales 12 milles marins (22 kilomètres). La zone économique exclusive de Nauru mesure 320 000 km2.
Le bord Ouest du plateau est légèrement relevé et constitue le point culminant de l'île (Command Ridge) à 71 mètres d'altitude,. Au sud-est de ce sommet se trouve un lac : la Lagune Buada qui est le seul véritable plan d'eau de Nauru.

### Géologie

#### Orogenèse
Nauru se trouve dans le bassin de Nauru de l'océan Pacifique, sur la plaque pacifique. Le bassin s'est formé il y a 132 millions d'années lors de l'ouverture d'une dorsale océanique,. Depuis la formation de l'île, Nauru a subi une rotation dextre de 12°3 sur elle-même.
Entre 47 et 29 millions d'années, un point chaud a donné naissance à un volcan sous-marin haut de 4 300 mètres au-dessus du plancher océanique constitué de basalte, et dont les pentes ont une inclinaison de 34°. Ce volcan est considéré comme éteint comme l'attestent l'absence d'activité volcanique et la rareté des séismes. Par-dessus ce mont sous-marin s'est formé progressivement une couche de calcaire corallien d'une épaisseur de 500 mètres. Le corail superficiel est daté d'environ 5 à 0,3 millions d'années. Ce calcaire a subi une dolomitisation par du magnésium provenant de l'eau de mer.
Les trente premiers mètres de cette couche ayant été ensuite exposés à l'air libre, la couche superficielle a subi une érosion de type karstique par dissolution et a formé les pinacles. Dans le même temps, la couche située jusqu'à 55 mètres de profondeur sous la mer s'est creusée de grottes et de cavités. Il y a 15 000 ans, le niveau des océans était situé à 100 mètres sous le niveau actuel à cause de la glaciation. La partie émergée de Nauru était ainsi plus étendue.
L'épaisseur de phosphate accumulé sur une épaisseur de 24 mètres entre les pinacles sur le sommet de l'île serait vraisemblablement d'origine marine : un upwelling aurait apporté du phosphate dissous qui aurait précipité autour de nucleus (test calcaires d'algues microscopiques) lorsque le sommet de l'île se trouvait immergé. Cette théorie est attestée par les analyses chimiques du phosphate de Nauru.
Les sols de Nauru dérivent d'apatite extrêmement pure qui a donné un mollisol, phénomène assez inhabituel sur une île corallienne. On ne trouve pas de quartz, feldspaths et micas à Nauru car ces minéraux proviennent de roches granitiques totalement absentes sur cette île. Le phosphate présent au sommet de l'île est fortement concentré en zinc et cadmium, cette concentration ayant été provoquée par une assimilation sélective des nutriments marins par les micro organismes.
La baie d'Anibare est née d'un affaissement sous-marin du bord Est du volcan survenu à l'Holocène tandis que la lagune Buada provient de la dissolution et de l'affaissement du calcaire.
Nauru se déplace de 25 millimètres par an vers le nord-ouest à cause du déplacement de la plaque tectonique Pacifique.

#### Géomorphologieclimatique

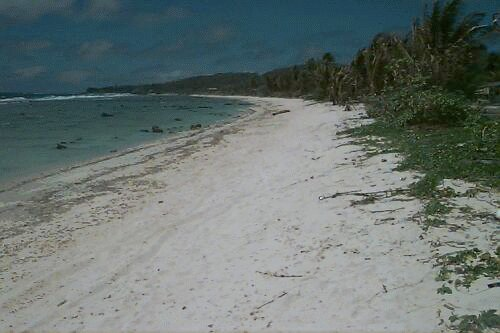
Plage sur la baie d'Anibare

La plaine côtière s'est formée lorsque le niveau des océans est remonté au niveau actuel à partir de la fin de la dernière glaciation il y a 15 000 ans : les vagues ont modelé les débris végétaux et ceux provenant de l'érosion qui se sont alors accumulés en formant une plateforme. La couche supérieure de la plateforme est constituée de corail riche en aragonite. Toutefois, la datation indique une formation trop récente (il y a 2 900 à 2 700 ans) pour que ce corail soit natif. Il a donc été cimenté sur place à partir de débris.
Le récif corallien autour de l'île s'est formé au cours de la stabilisation du niveau des océans, à la fin de la dernière glaciation. Il a créé un lagon large de 100 mètres (à Aiwo) à 300 mètres (à Ewa) pour un mètre de profondeur en moyenne. À Anibare, des pointes calcaires parfois haut de dix mètres surgissent dans le lagon.

Nappes phréatiques à Nauru.

La nature calcaire du sol fait que l'eau douce n'est pas retenue en surface et y est donc rare. Elle provient des précipitations et se rencontre à la lagune Buada, dans des étangs saumâtres au Nord-Est dans les districts d'Ijuw et d'Anabar, au Puits Moqua, un lac souterrain du Sud-Ouest de l'île et 28 autres mares qui seraient des trous d'obus tombés pendant la Seconde Guerre mondiale. La seule importante ressource d'eau douce à Nauru est constituée d'une nappe phréatique. Les Nauruans se fournissaient en eau potable en creusant des puits mais l'exploitation du phosphate les tarirent ce qui obligea la population à s'approvisionner en récoltant l'eau de pluie dans des citernes et en dessalinisant l'eau de mer.
La morphologie des plages a subi des changements depuis la fin des années 1960 : les canaux creusés jusqu'à la côte et l'allongement de la piste de l'aéroport jusque dans le lagon ont modifié l'aspect de certaines plages avec une perte importante de sable,,, obligeant à recourir à des enrochements de la côte à certains endroits.

### Climat

Diagramme climatique de Nauru.

Le climat de Nauru est tropical avec une mousson de novembre à février qui concentre l'essentiel des précipitations pouvant fluctuer de 280 millimètres à 4 590 millimètres par an (en moyenne 2 126 millimètres par an),. Entre 1977 et 1993, 64 mois sur 204 (mois où les données ont disponibles) ont connu des précipitations inférieures à 100 millimètres. La pluviométrie se trouve affectée par l'exploitation du phosphate. En effet, le remplacement de la forêt tropicale par un paysage dénudé et aride modifie les flux atmosphériques car l'air chaud s'élevant du plateau repousse les nuages et les précipitations diminuent.
Les températures oscillent de 26 à 35 °C le jour et de 22 à 28 °C la nuit. La température moyenne annuelle est de 27 °C avec une variation saisonnière de 1 °C. Le taux d'humidité varie de 70 % à 80 %.
Les vents dominants viennent de l'Est et du Nord-Est mais il arrive que des vents d'Ouest (30 à 40 km/h) se lèvent, la houle pouvant alors causer quelques dégâts à la côte Ouest.
L'île, trop proche de l'équateur, n'est pas soumise au passage des cyclones tropicaux,. Le marnage est de 2 mètres.
Le climat est fortement affecté lorsque survient El Niño avec une diminution drastique des pluies pouvant aller jusqu'à la sécheresse (seule catastrophe naturelle potentielle de l'île). Ces sécheresses touchent durement les espèces végétales avec la mort de nombreux pieds d'arbres à pain ou d'autres espèces se trouvant sur le plateau central. El Niño provoque aussi l'élévation de la température des eaux autour de Nauru, occasionnant un stress thermique sur le corail et les poissons tropicaux.
Nauru est confronté à l'élévation du niveau des mers car bien que 80 % de l'île soient situés à quelques mètres voire quelques dizaines de mètres d'altitude, cette zone est inhabitable car non réhabilitée à la suite de l'exploitation du phosphate. La majorité des habitants se concentrent donc sur le littoral situé à fleur d'eau.

### Faune et flore

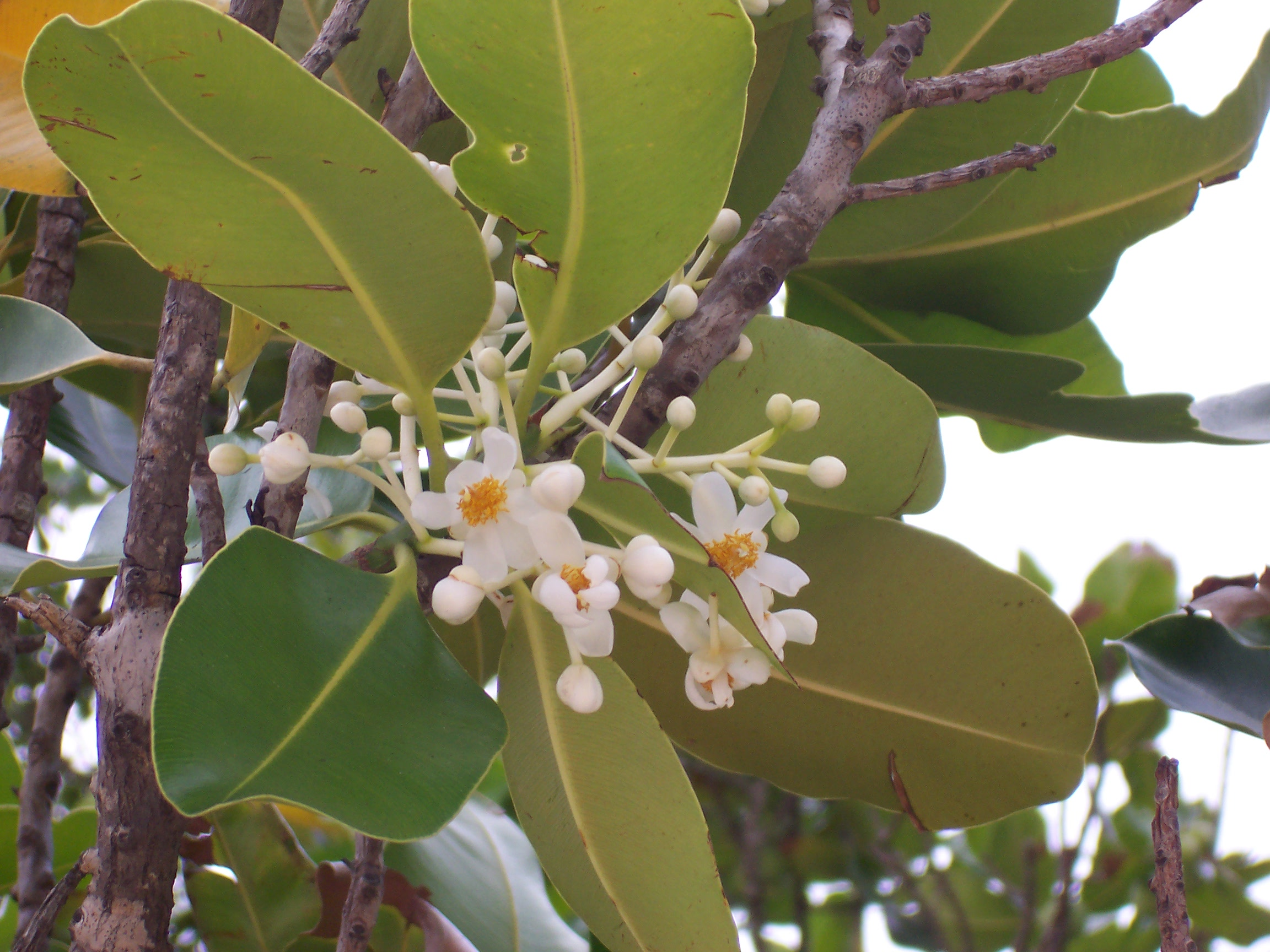
Feuilles et fleurs de takamaka

La géologie de Nauru, son isolement et son éloignement par rapport aux continents font que le nombre d'espèces floristiques et faunistiques de cette île sont parmi les plus limités au monde.
Il existe néanmoins cinq écosystèmes à Nauru : un marin (récif corallien) et quatre terrestres (forêt tropicale de Takamaka sur sol calcaire, broussailles de Ficus prolixa sur le plateau, mangroves et lac). La mangrove couvrant deux hectares et située sur la côte nord-est de l'île n'est composée que d'une seule espèce (Bruguiera gymnorhiza). Son origine reste inconnue et les Nauruans se nourrissaient autrefois des fruits des arbres.
Nauru est marqué par un certain endémisme des espèces :
- oiseaux endémiques tel la rousserolle de Nauru (appelée itsirir, menacée par l'exploitation du phosphate[3]) ;
- insectes endémiques[1] ;
- crabes terrestres endémiques[1] ;
- une espèce de phyllanthus (endémique)[4],[3] ;
- fougères (quatre espèces indigènes)[4] ;
- dicotylédones (35 espèces indigènes)[4].

Il n'existe pas de mammifères autochtones et seulement soixante espèces de plantes vasculaires peuplent l'île mais aucune n'est endémique. Seuls 10 % des espèces végétales sont autochtones.
Cet endémisme a été perturbé et est encore menacé avec l'introduction de nouvelles espèces invasives (rat polynésien, chat, chien, poule, tilapia du Mozambique, etc) et la destruction des milieux par la culture du cocotier et l'activité minière. 63 % de l'île sont couverts de végétation.
Les oiseaux, particulièrement marins, sont les animaux les plus visibles sur Nauru, l'île servant d'escale et parfois de nidification pour les oiseaux migrateurs.
Des pandanus se rencontrent sur toute l'île mais il apparait qu'ils ont été volontairement dispersés pour leur culture.
En 1992, quatre nouvelles espèces de mouches des fruits ont été observées à Nauru (mouche orientale des fruits, mouche des fruits du Pacifique, mouche du melon et mouche de la mangue). Entre octobre 1998 et décembre 2000, un programme d'éradication fut mis en place. Seule la mouche de la mangue, une espèce dépendant de ce fruit pour sa survie, résista dans un premier temps mais une quarantaine fut mise en place par le gouvernement nauruan et après une dizaine d'années de récoltes fruitières désastreuses, les habitants peuvent à nouveau consommer des fruits.

### Ressources naturelles

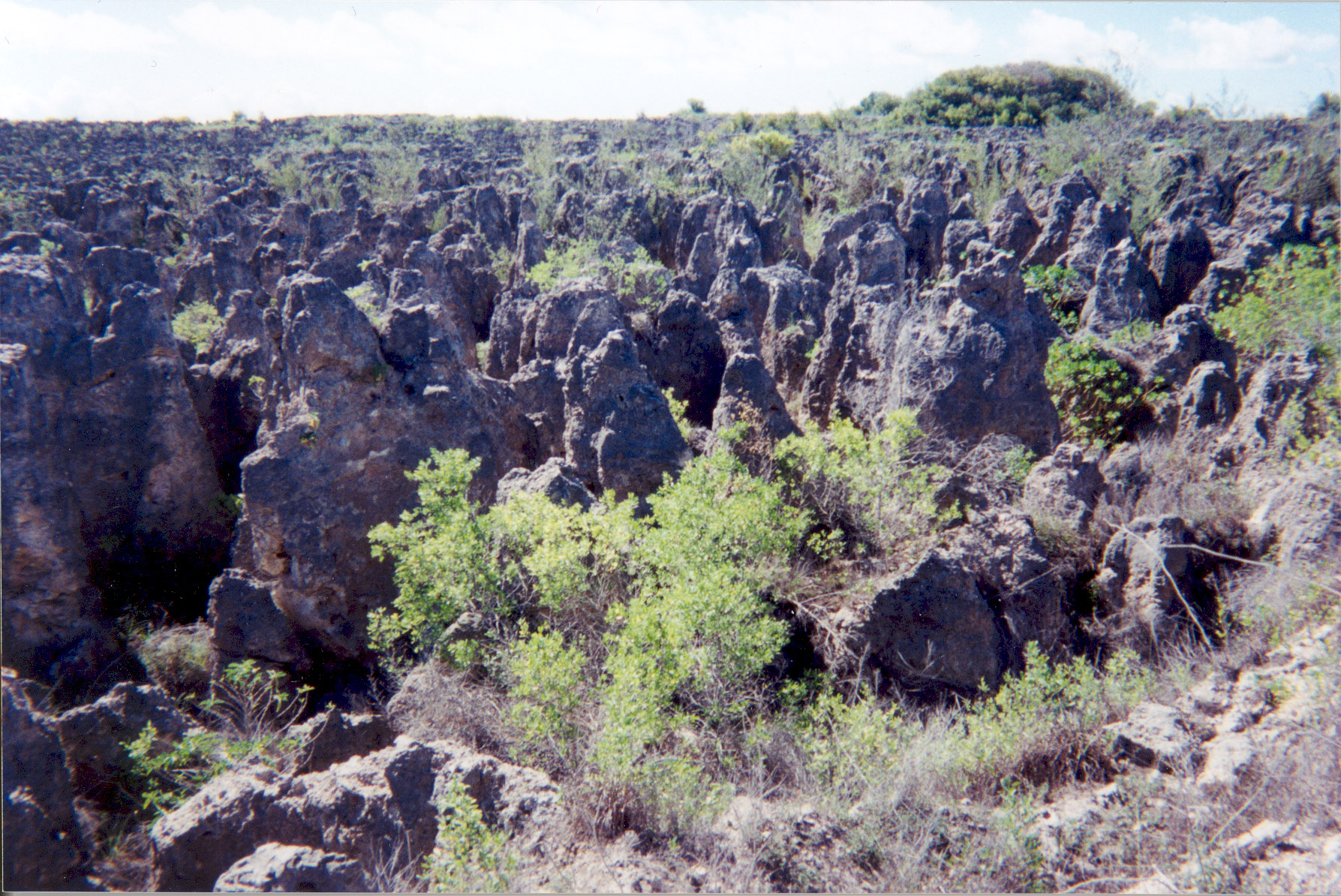
Paysage du plateau montrant les pinacles après l’exploitation des phosphates

Terres à phosphate exploitées ou en exploitation sur le plateau nauruan, seuls les pourtours de la lagune Buada, le massif du Command Ridge et les abords des infrastructures de la NPC ont échappé à l’extraction.

La seule véritable ressource naturelle de Nauru est le gisement de phosphate situé sur tout le plateau central de l’île et dont l’exploitation a commencé au début du XXe siècle. Les gisements sont actuellement quasiment épuisés. Un siècle d’exploitation minière a profondément modifié la topographie du plateau laissant un terrain aride et inculte où culminent des pinacles de calcaire parfois hauts de quinze mètres. 80 % de l’île ont ainsi été dévastés.
La zone économique exclusive entourant l’île a elle aussi été touchée puisque l’on estime que 40 % de la faune et de la flore marine ont disparu à la suite des rejets en mer des déchets produits par l’exploitation du phosphate.
Du fait de la faible superficie arable (plaine côtière large de 100 à 300 mètres), l’agriculture est peu développée avec quelques cocotiers, des bananiers, des ananassiers, des pandanus et des takamaka. La pêche se déroule en général dans le lagon. Des thoniers sud-coréens, taïwanais, japonais et américains viennent pêcher dans les eaux territoriales nauruanes.
Les Nauruans avaient l’habitude de pratiquer la pisciculture en prélevant des poissons-lait dans le lagon et en les relâchant dans la lagune Buada et dans une lagune à Anabar,. Mais en 1961, l’introduction de tilapias perturba leurs écosystèmes et la pisciculture fut abandonnée. Depuis 1991, des initiatives taïwanaises ont permis de relancer l’élevage de poissons-lait dans des bassins en béton.

## Géographie humaine

### Un micro-État insulaire
La plus petite république au monde a dû, à cause de son isolement au milieu du Pacifique occidental, développer sur une très petite surface ses infrastructures étatiques et celles permettant d'assurer l'autonomie de ses habitants. C'est ainsi qu'ont été érigés un parlement, un palais présidentiel, un centre social et ainsi de suite, pour permettre à Nauru d'être connectée au reste du monde, un besoin vital pour un pays qui ne produit rien d'autre que du phosphate, plusieurs structures de désenclavement ont ainsi été, une compagnie, Air Nauru, depuis rebaptisée Nauru Airlines a été mise en place, le maintien de cette entreprise largement déficitaire est essentielle pour l'île qui, éloignée des principales lignes aériennes ne pourrait en cas contraire pas être desservie par voie aérienne, elle dispose à Nauru de l'aéroport international de Nauru dont l'unique piste, datant de l'occupation japonaise et étendue en 1992 est assez longue pour permettre l'atterrissage de long courriers. Cet aéroport identifiable sur toutes les cartes de Nauru permet de prendre la mesure de l'exiguïté de l'île et de la place que prend une telle infrastructure. L'île ceinturée d'une barrière de corail dispose aussi de deux ports artificiels, le plus ancien est situé à Aiwo dans le Sud-Ouest de l'île, l'autre construit en 1999 grâce à une aide financière japonaise est situé sur la façade orientale de Nauru dans le district d'Anabar, aucun des deux n'est cependant assez profond pour accueillir des navires de haute mer, le déchargement des navires qui assurent le ravitaillement de l'île doit donc être fait au moyen de barges. Nauru dispose par ailleurs de sa propre compagnie de navigation, la Nauru Pacific Line. Sur place une usine de dessalinisation de l'eau vient en complément de ressources aquifères rares et au niveau variable, cette dernière est alimentée en électricité par une centrale électrique gérée par la Nauru Phosphate Company et qui sert principalement à fournir l'énergie nécessaire à l'exploitation du phosphate.

### Divisions administratives
Nauru ne possède pas de division territoriale correspondant aux communes. L'île est divisée en quatorze districts regroupés en huit circonscriptions électorales mais aucun n'a de chef-lieu.

### Les marques d'une économie minière

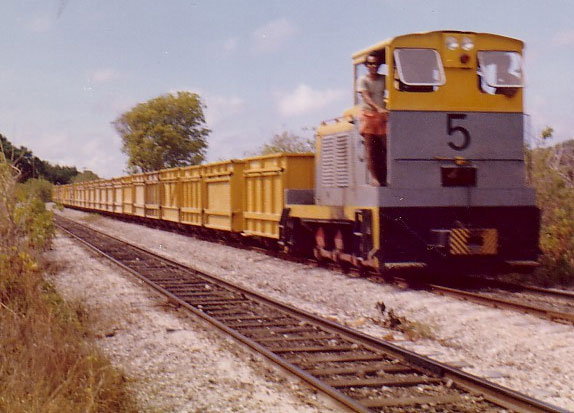
Photo prise en 1975 de l'unique chemin de fer de Nauru qui acheminait le phosphate vers la côte jusqu'en 1995.

Les infrastructures minières gérées par la Nauru Phosphate Corporation sont le trait marquant de la géographie humaine de Nauru. Elles sont disposées selon un axe NE-SO du plateau en direction de la côte. Au milieu du plateau se situent les ateliers et le centre de stockage de la NPC, à partir de celui-ci rayonnent plusieurs pistes en direction des rares zones encore pourvues en phosphate toutes situées dans le quart Nord-est de l'île. Le phosphate préalablement stocké est ensuite acheminé vers la côte, anciennement il existait un chemin de fer à voie étroite contournant la lagune Buada par le nord permettant de livrer le phosphate aux usines de transformation situées dans le district d'Aiwo, à la suite de la cessation de son activité en 1995, seule une route qui contourne la lagune Buada par le Sud puis rejoint Aiwo est utilisée pour ce transfert. À l'arrivée le phosphate subit plusieurs transformations dans une série d'usines mises en réseau, celles-ci occupent une superficie considérable de la bande côtière d'Aiwo et sont situées à proximité des zones d'habitation. De là le phosphate est disposé sur des bandes transporteuses qui empruntent deux séries de structures en cantilever permettant de dépasser la barrière de corail et d'atteindre les eaux profondes où les phosphatiers chargés de l'exportation de ce minerai jettent l'ancre. Les infrastructures liées au phosphate prennent donc une grande place et ont un impact paysager considérable, d'autant plus qu'elles sont vouées à cause de la raréfaction croissante du phosphate à devenir des friches industrielles.

### Un espace habitable réduit

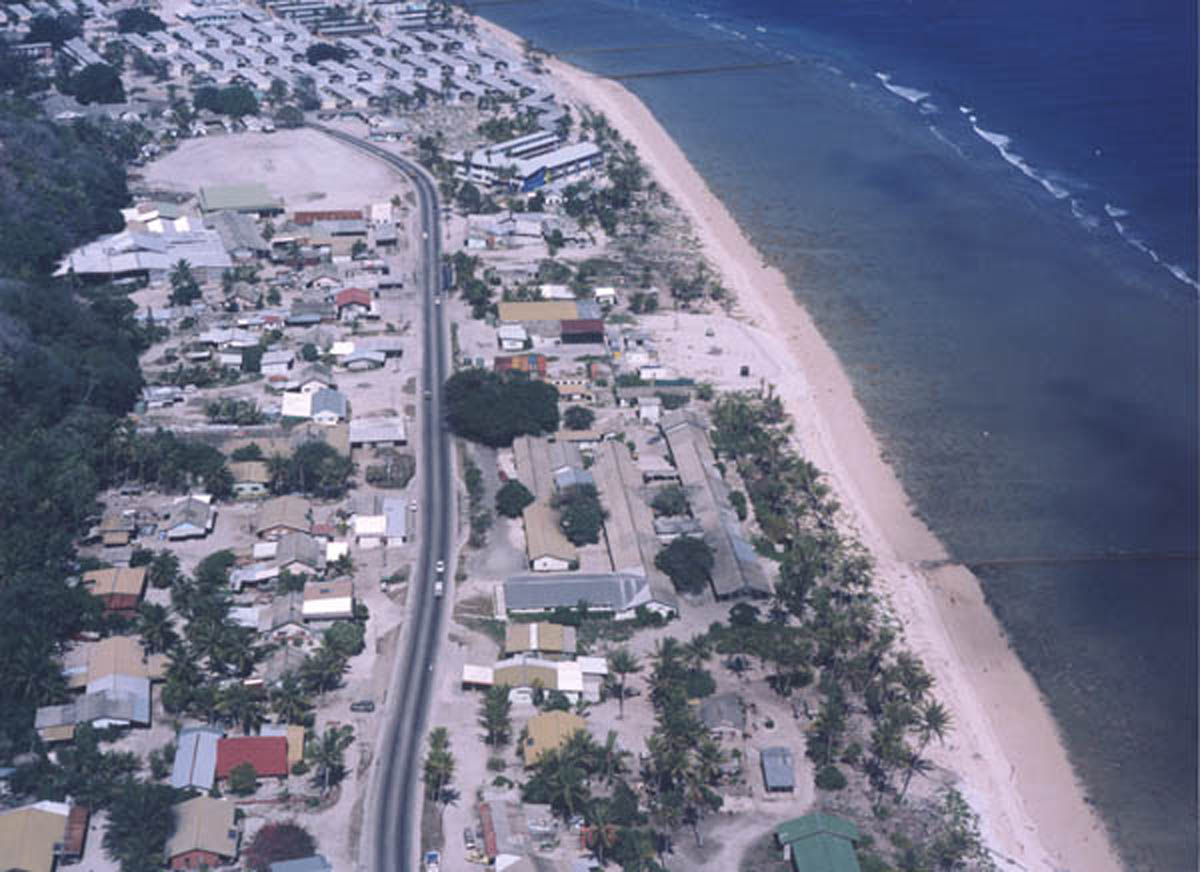
Vue aérienne d'une partie de l'agglomération sur la plaine côtière (districts de Denigomodu et Nibok).

Avant la colonisation, la population était répartie sur l'ensemble de l'île mais à la suite de l'exploitation du phosphate, l'espace habitable s'est considérablement réduit, la majeure partie du centre de l'île est devenue complètement inculte, sa topographie tourmentée y rend toute construction impossible et la quasi absence de couvert végétal la transforme en fournaise. Par conséquent la population a dû se concentrer dans les seules zones habitables, la bande côtière et plus accessoirement la lagune Buada. Sur la côte la population s'est établie en un ruban urbanisé structuré autour de la Island Ring Road, la route principale qui fait le tour de l'île. Il est continu dans le Sud-Ouest de l'île à proximité des infrastructures servant à transformer et à exporter le phosphate, c'est là qu'est situé Yaren, le district faisant office de capitale, on y trouve par conséquent les principales institutions de l'État, ainsi que la majeure partie des services à la population, l'habitat est établi sur deux niveaux, à proximité immédiate de la mer où se situent les logements les plus modestes tel l'ensemble formé par les logements des ouvriers immigrés, en surplomb, sur les contreforts du plateau ont été édifiées des maisons plus vastes. Le reste de la côte suit le même schéma bien que l'urbanisation y soit plus lâche, on y trouve certaines infrastructures tel le collège Kayser, le centre commercial Capelle & Partner et l'hôtel Menen. Une communauté d'environ 670 habitants réside autour de la lagune Buada qui forme une dépression au sein du plateau, la population y est répartie aux abords de la route qui le ceinture, elle-même reliée à la route principale. Le reste du centre de l'île est un désert humain uniquement utilisé pour l'exploitation du phosphate à l'exception du stade Menen qui a servi lors de la solution du Pacifique à l'hébergement de réfugiés afghans. La densité humaine globale de 633 habitants/km2 doit donc prendre en compte cette donnée, ainsi on compte 3 000 hab/km2 dans le Sud-Ouest de l'île. Cela fait de Nauru une île surpeuplée.

## Sources
- (en) Protected Areas and World Heritage Programme
- (en) Climate Change Response Under the United Nations Framework Convention on Climate Change